# NAPLE
NAPLE Forum (conegut també per National Authorities on Public Libraries in Europe), va ser fundat el 4 d'octubre de 2002. És una associació internacional no governamental que té com a objectiu principal promoure principis i estratègies per a les polítiques de les biblioteques públiques.
Aquesta associació posa en contacte a tots els membres participants (biblioteques) per a que millorin les seves condicions i intercanviïn informació i idees.

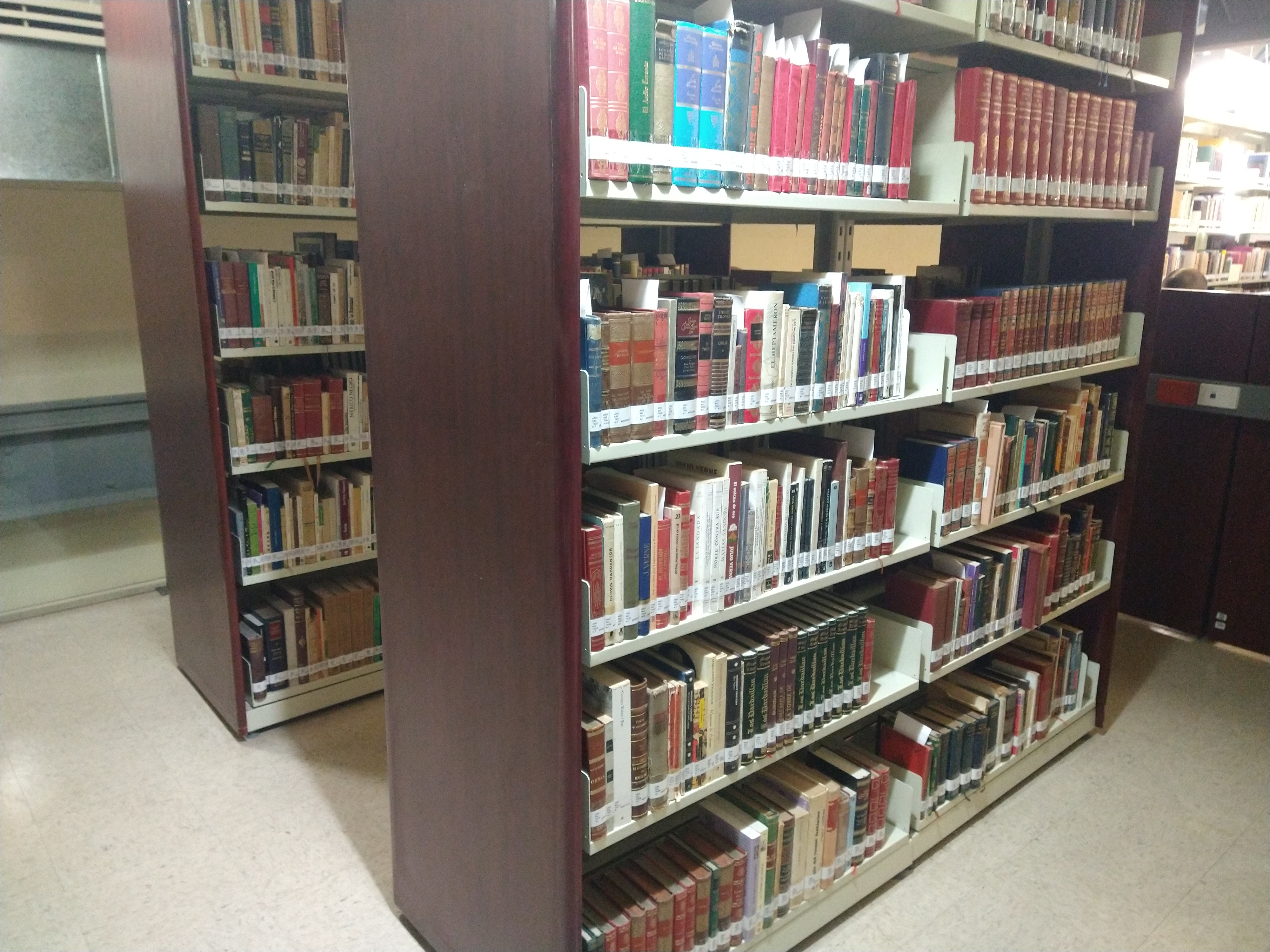
Biblioteca pública Central Centenario (imatge de biblioteca pública)

Altres objectius que vol assolir NAPLE, són:
- Informar sobre l'estat actual de les biblioteques públiques a Europa.
- Identificar socis per a la cooperació en el seu objectiu principal.
- Donar suport al desenvolupament coherent de polítiques bibliotecàries europees.
- Inspirar a un major desenvolupament nacional dels serveis bibliotecaris.

A la pàgina web oficial de NAPLE, s'hi troba un blog amb notícies sobre les biblioteques públiques dels membres participants, com ara canvis, reformes, noves polítiques o nous membres que s'uneixen. També s'hi pot trobar informació sobre la legislació i les estratègies així com els informes estadístics de cada un dels membres participants.

## Membres
Els membres es beneficien de les activitats de NAPLE. Aquestes activitats, son activitats on s'ha de participar o organitzar enquestes europees sobre biblioteques, donar visibilitat i promoure estratègies nacionals de biblioteques públiques.
Els membres participen en activitats com:
- Contribuir en temes a ser discutits a l'Assamblea Anual.
- Proporcionar informació sobre legislació i estratègies nacionals a través del lloc web.
- Informar sobre els contactes establerts amb altres institucions.
- Ajudar en la recopilació de dades sobre biblioteques públiques dels països participants.
- Participar activament en l'intercanvi d'informació entre membres.
- Recopilar informació rellevant per als objectius de NAPLE i difondre-la entre altres membres participants.

A continuació, hi ha una taula amb tots els membres de NAPLE Forum.
| PAÏSOS           | Entitat col·laboradora                                                                                        | Adreça                                                                             | Telèfon                              |
| ---------------- | --- | ---------------------------------------------------------------------------------- | ------------------------------------ |
| Bèlgica          | Flanders – Departement Cultuur, Jeugd en Media                                                                | Arenbergstraat 9, 1000 BRUSSEL                                                     | -                                    |
| República Txeca  | Biblioteca Nacional de la República Checa                                                                     | Klementinum 190, 110 01. Praga                                                     | 420 2 22221341                       |
| Croàcia          | Ministerio de Cultura                                                                                         | Runjaninova, 2. Zagreb, Hrvatska 10000                                             | +385 1 48 66 408                     |
| Dinamarca        | Agencia Danesa de Cultura y Palacios. Centro para las Artes y las Bibliotecas                                 | Slots- og Kulturstyrelsen. Hammerichsgade 14, 1611 København V                     | +45 3395 4200; +45 3373 3380         |
| Anglaterra       | Bibliotecas conectadas                                                                                        | Biblioteca central de Islington, 2 Fieldway Crescent, N5 1PF                       | 0203 370 2307; 0773 828 1703         |
| Estònia          | Eesti Kultuuriministeerium / Ministerio de Cultura de Estonia                                                 | Suur Karja 23, 15076. Tallinn                                                      | 372 628 2244                         |
| Finlàndia        | Ministerio de Educación y Cultura                                                                             | PO Box 29, FI-00023 Gobierno. Helsinki                                             | +358 0295 3 30299                    |
| Alemanya         | Asociación Alemana de Bibliotecas / Deutsche Bibliotheksverband                                               | Fritschestraße 27-28 (2. Hof, Aufgang A, 1. Stock rechts) 10585 Berlín             | 030 644 98 99 10                     |
| Grècia           | Asociación de Bibliotecarios y Científicos de la Información de Grecia                                        | Akadimias 84 Atenas 106.78                                                         | +306972331224                        |
| Hongria          | Instituto de la Biblioteca Húngara en la Biblioteca Nacional Szechenyi                                        | 1014 Budapest, Szent György Tér 4-5-6                                              | (1) 224 3700                         |
| Irlanda          | An Chomhairle Leabharlanna / The Library Council (LGMA)                                                       | 53/54 Upper Mount St, Dublin 2                                                     | +353 1 6761167                       |
| Lituània         | Ministerio de Cultura de la República de Lituania                                                             | J.Basanavičiaus str. 5, Vilna LT-01118                                             | +370 5 219 3477                      |
| Països Baixos    | Koninklijke Bibliotheek                                                                                       | Prins Willem-Alexanderhof 5, 2595 BE Den Haag, Países Bajos                        | +31 6 54328308                       |
| Irlanda del Nord | Bibliotecas Irlanda del Norte                                                                                 | Biblioteca Omagh. 1 Spillars Place, Omagh BT78 1HL                                 | +44 028 82 440 726                   |
| Noruega          | Biblioteca Nacional de Noruega                                                                                | Postboks 2674 Solli, N-0203. Oslo Teléfono: +47 23 27 61 38 (Svein Arne Tinnesand) | +47 23 27 62 58 (Arne Gundersen)     |
| Polònia          | Biblioteka Narodowa / Biblioteca Nacional                                                                     | al. Niepodległości 213. Varsovia 02-086                                            | +48 22 608 24 27                     |
| Portugal         | Direção-Geral do Livro, dos Arquivos, e das Bibliotecas / Dirección General del Libro, Archivos y Bibliotecas | Edificio da Torre do Tombo Alameda da Universidade. Lisboa 1649-010                | +351 210 037430                      |
| Escòcia          | Scottish Library and Information Council                                                                      | Turnberry House, Suite 5.5, 175 West George Street, Glasgow, G2 2LB                | +44 0141 202 2999                    |
| Eslovènia        | Biblioteca de la ciudad de Ljubljana                                                                          | Kersnikova ulica 2, Ljubljana                                                      | +386 1 308 50 03                     |
| Espanya          | Ministerio de Cultura y Deporte                                                                               | Plaza del Rey nº1 . 28004 Madrid                                                   | 91 701 72 65                         |
| Suècia           | Biblioteca Nacional de Suecia                                                                                 | Estocolmo 5039 SE-102 41                                                           | +46 10 709 36 14                     |
| Suïssa           | Bibliomedia Schweiz                                                                                           | Rosenweg 2, CH – 4500. Solothurn                                                   | 0041 32 623 32 31                    |
| Ucraïna          | Biblioteca Nacional Vernadsky de Ucrania                                                                      | 3 Holosiivskyi Ave, Kyiv, 03039                                                    | +38 044 525 81 04, +38 044 234 82 56 |
| Gal·les          | Biblioteca Nacional de Gales                                                                                  | Rhodfa Padarn, Llanbadarn Fawr Aberystwyth, Ceredigion SY23 3UR                    | +0300 062 2112                       |